# Ilan Chester

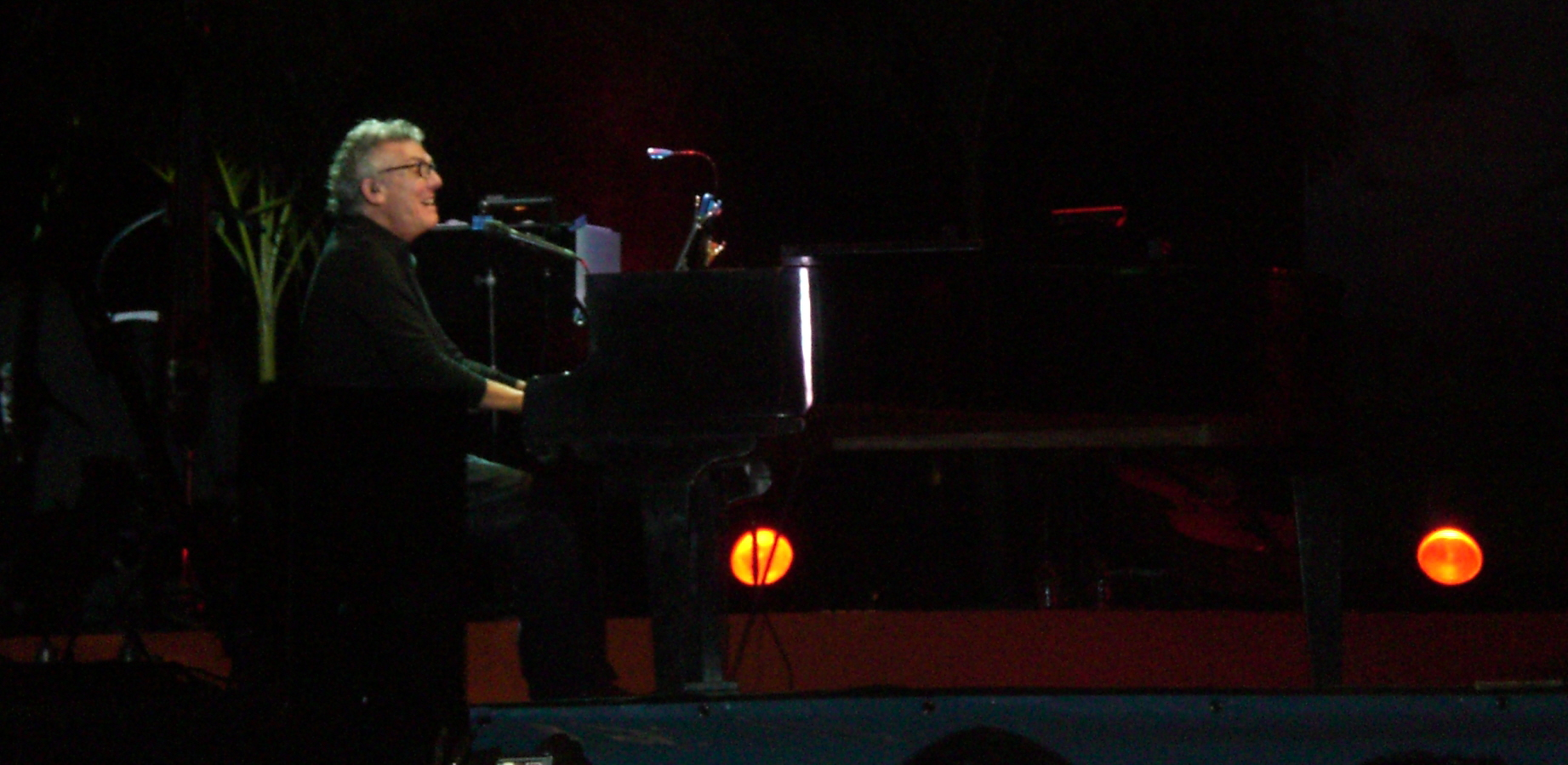
2011

Ilan Chester (Ilan Czenstochouski; * 30. Juli 1952 in Tel Aviv) ist ein venezolanischer Musiker und Sänger.
Der Sohn polnischer Juden, die vor dem Ausbruch des Zweiten Weltkrieges nach Palästina emigriert waren, wuchs ab 1954 in Venezuela auf und absolvierte dort das Colegio Moral y Luces. Als Musiker wurde er von dem puerto-ricanischen Multiinstrumentalisten Tito Rodríguez, aber auch vom Rhythm and Blues und britischen Rock inspiriert, zudem nahm er Elemente der klassischen Musik, des Jazz, der afro-karibischen und venezolanischen Musik auf.
Er war zunächst Mitglied venezolanischer Bands wie Sugar, Cocoa & Milk, Gerry Weil & His Band, Bacro, Syma, und Sky White Meditation. Seinen Durchbruch als Solomusiker hatte er 1978 mit dem Album Night and Daydream/Wheels of Time. Mit Canciones de Todos begann 1983 seine zehn Jahre währende Zusammenarbeit mit dem Label Sonographica. Bei Sony Music Entertainment erschienen die Alben Un Mundo mejor (1992) und Terciopelo (1994).
Als freischaffender Künstler veröffentlichte er die erfolgreichen drei Alben des Cancionero del Amor Venezolano (1998, 2000 und 2006). 2009 erschien seine sechs CDs umfassende Sammlung Tesoros de la Musica Venezolana, von der allein in Venezuela im ersten Monat mehr als 500.000 Exemplare verkauft wurden. Auf dem Album Tributo a las Beatles (2010), an dem sich auch Musiker wie Néstor Torres, Ricky Martin und Ana Gabriel beteiligten, sang er eine Coverversion des Beatles-Songs Here, There and Everywhere (Aquí, Alla y en Todas Partes).